# 亨德里克斯 (明尼蘇達州)
亨德里克斯（英語：Hendricks）是一個位於美國明尼蘇達州林肯縣的城市。

## 歷史
亨德里克斯的郵局自1884年營運至今。此地得名自美國副總統托马斯·A·亨德里克斯（Thomas A. Hendricks）。

## 人口
根據2020年美國人口普查的數據，亨德里克斯的面積為2.51平方千米，皆為陸地。當地共有人口616人，而人口密度為每平方千米245人。